# Lockheed Corporation

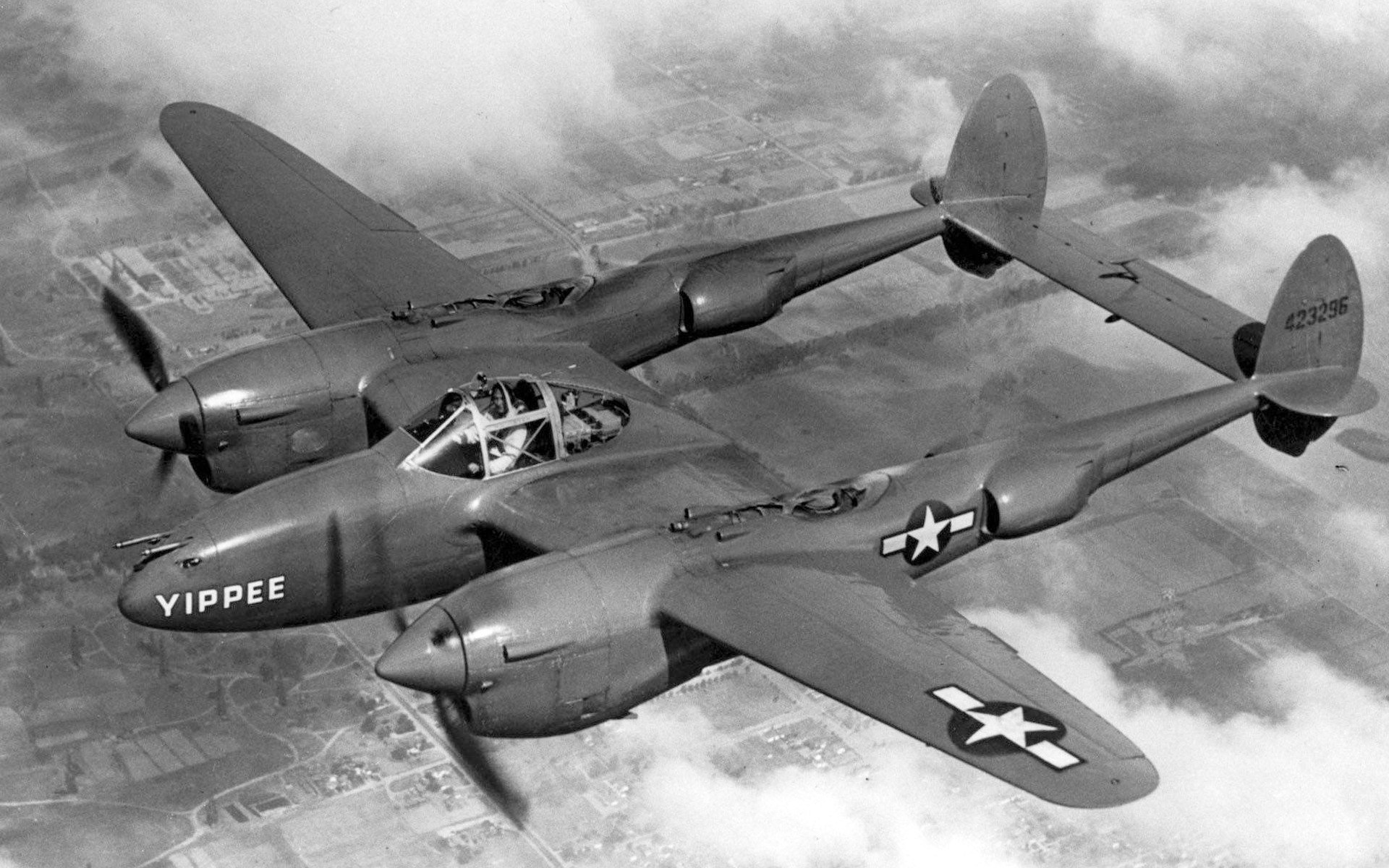
Lockheed P-38 Lightning

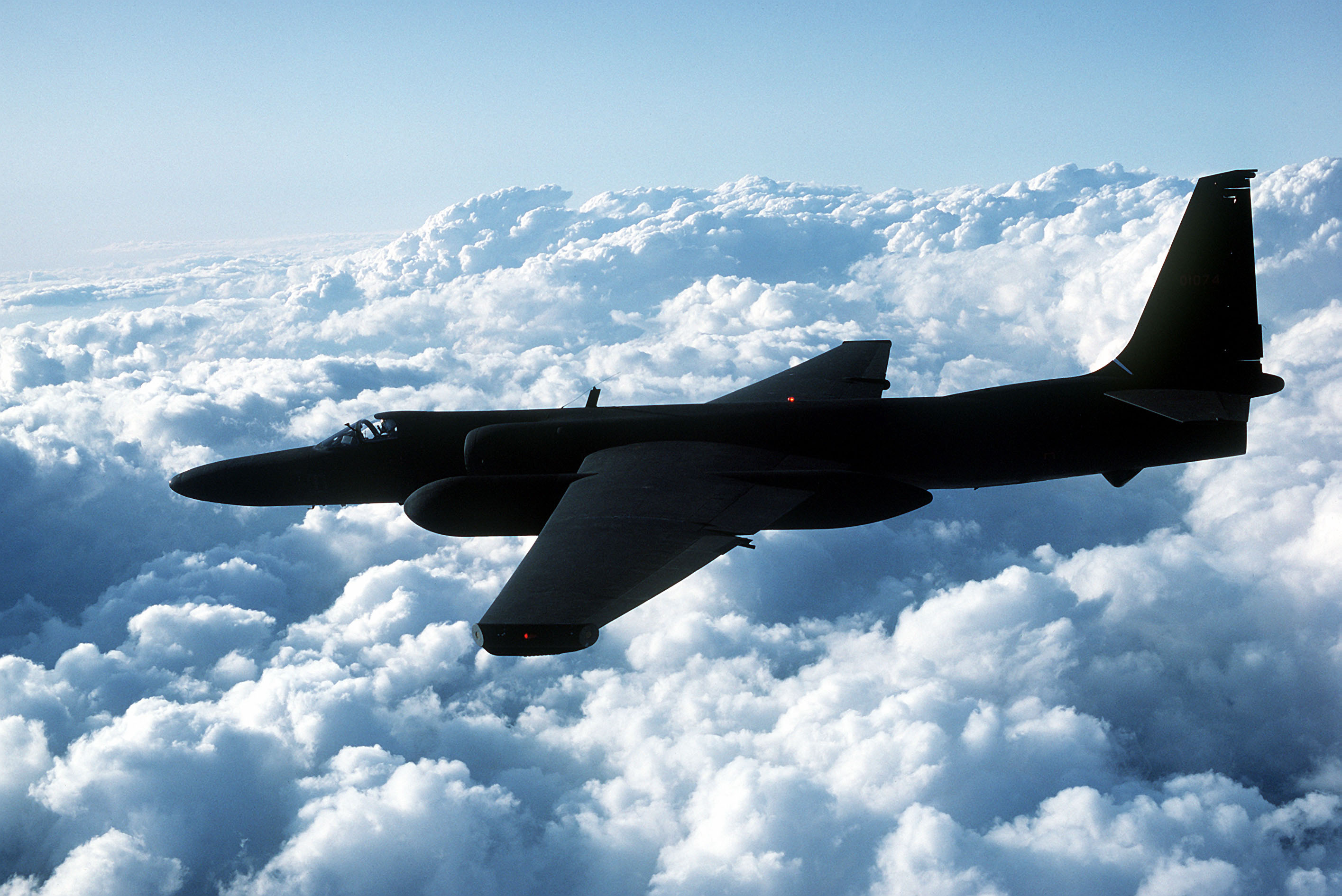
Lockheed U-2

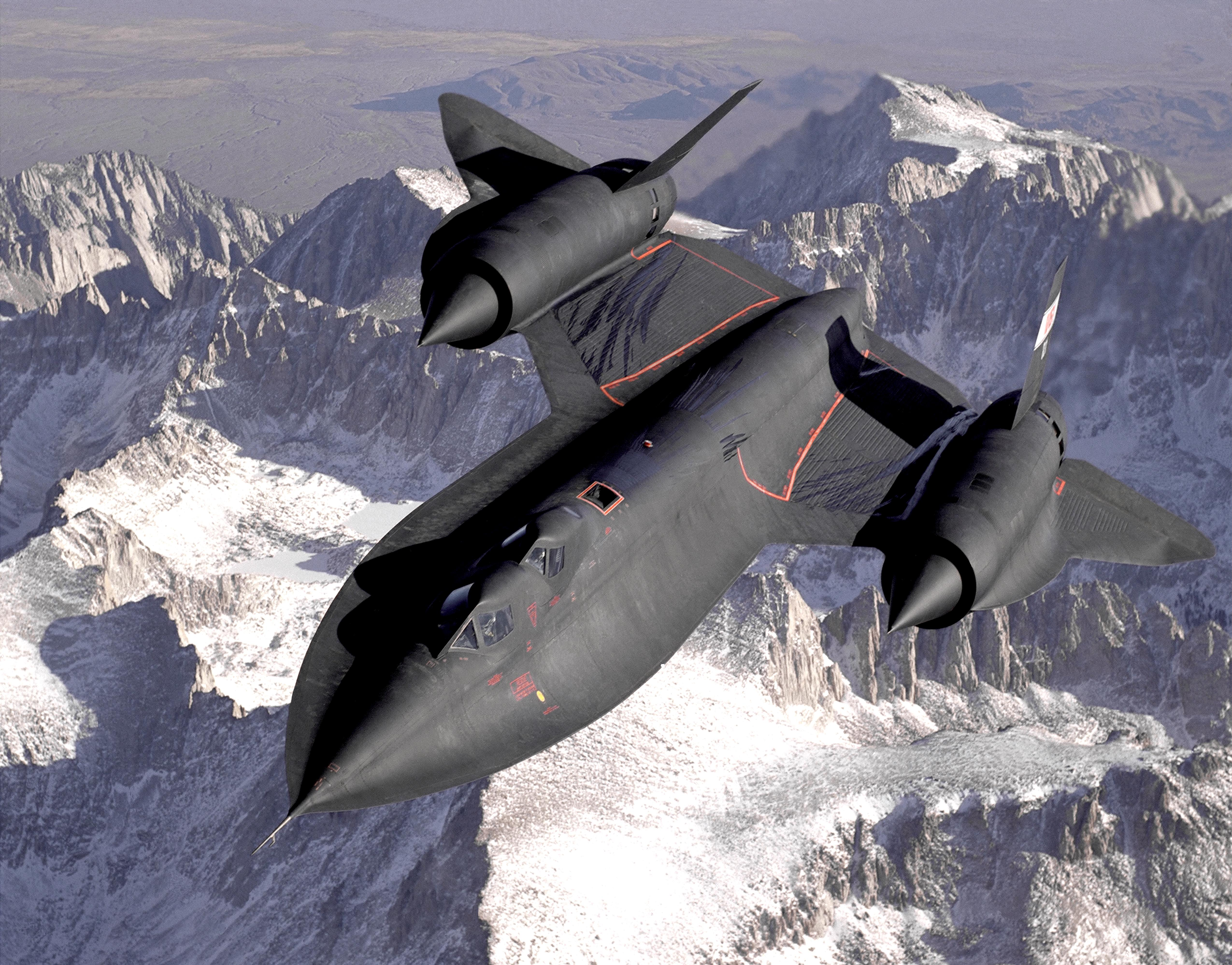
Lockheed SR-71 Blackbird

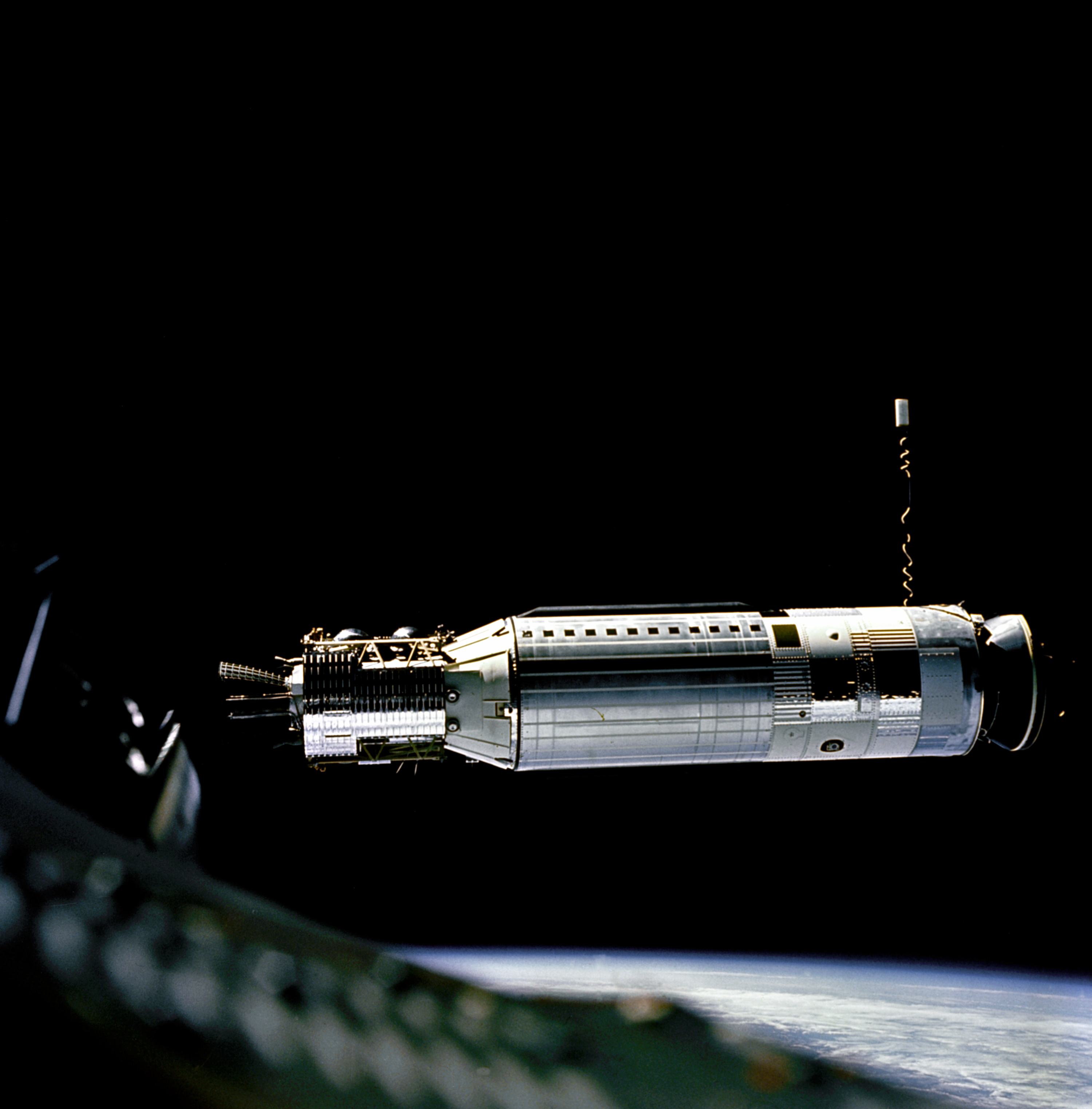
RM-81 Agena

Lockheed Corporation (первинна назва — англ. Loughead Aircraft Manufacturing Company) — авіабудівна компанія США, створена в 1912 році, злилася з компанією «Martin Marietta» в 1995 році, у результаті чого утворилася компанія «Lockheed Martin».

## Історія
Компанію заснували в 1912 році брати Алан, Віктор і Малькольм Лоґгеди як «Alco Hydro-Aeroplane». Цю назву перейменували на Фірма-виготовлювач літаків Лоґгед; вона розташовувалася в Санта-Барбарі, Каліфорнія.
У 1926 році за сприятливої кон'юнктури брати відродили компанію «Lockheed Aircraft Company» (брати змінили ірландське прізвище Лоґгед на англо-саксонську Локгід).
У 1929 році Локгід продали «Detroit Aircraft Corporation».
Велика Депресія зруйнувала авіаринок і «Detroit Aircraft Corporation» збанкрутувала. Група інвесторів (синдикат), очолюваних братами Робертом і Кортландом Гроссами і Волтером Барнеа, купила компанію в 1932 році всього за 40 000 дол (660 тис. у цінах 2011 року).
У 1934 у Роберта Гросса призначили головою нової компанії «Lockheed Corporation», яка була розміщена в аеропорту в Бербанку, Каліфорнія. Його брат Кортландт Гросс був співзасновником і став керівником після смерті Роберта в 1961 році. У 1977 році компанія отримала назву Lockheed Corporation.
Lockheed — одна з великих компаній США, які визначили розвиток авіації в США. На літаках Lockheed літали Амелія Ергарт і Віллі Пост. Під час Другої світової війни Lockheed продовжувала інновації і розробила винищувач P-38 Lightning, модель Model 12 Electra Junior і Model 14 Super Electra.
Модель 14 Super Electra послужила базовою для створення бомбардувальника A-28 Hudson, який був на озброєнні Великої Британії та США, і під час Другої світової війни використовувався переважно як протичовновий літак.
Інший пасажирський літак, Lockheed 18 Lodestar, використали для створення ударного літака PV Ventura.
Під час Другої світової війни «Lockheed» у співпраці з «Trans World Airlines» (TWA) розробила L-049 Constellation — радикально новий пасажирський літак, здатний літати із 43-ма пасажирами між Нью-Йорком і Лондоном на швидкості 480 км/год.